# Resolució 1047 del Consell de Seguretat de les Nacions Unides
La Resolució 1047 del Consell de Seguretat de les Nacions Unides, adoptada per unanimitat el 29 de febrer de 1996, després de recordar les resolucions 808 (1993),  827 (1993), 936 (1994) i 955 (1994), el Consell va nomenar Louise Arbour com a Fiscal al Tribunal Penal Internacional per a Ruanda (TPIR) i al Tribunal Penal Internacional per a l'antiga Iugoslàvia (TPII).
El Consell va prendre nota de la renúncia de l'anterior fiscal, Richard Goldstone, amb efectes a partir de l'1 d'octubre de 1996, i va decidir que el termini de Louise Arbour, jutgessa canadenca, s'iniciaria en aquella data.